# XERF-AM
La Poderosa cuyo indicativo es XERF-AM es una emisora de radio de música ranchera, grupera, banda y pasito duranguense localizada en Ciudad Acuña, Coahuila que emite en la frecuencia de los 1570 kHz de la banda de AM. Es una de las emisoras más antiguas de México ya que transmite desde 1931. Desde 1983 pertenece al Instituto Mexicano de la Radio (IMER).

## Historia
La frecuencia fue otorgada el 30 de julio de 1931 a la Compañía Radio Difusora de Acuña, S.A., teniendo problemas técnicas con la misma señal que se transmitía desde los Estados Unidos por el médico estadounidense John R. Brinkley, quien la utilizaba para promover sus servicios médicos. El 21 de octubre de 1932 inicia como XER con la potencia más alta del continente de entonces, 665 kilociclos con contenido nocturno, pionero en México.